# Porichthys analis
Porichthys analis is een  straalvinnige vissensoort uit de familie van kikvorsvissen (Batrachoididae). De wetenschappelijke naam van de soort is voor het eerst geldig gepubliceerd in 1939 door Hubbs & Schultz.
De soort staat op de Rode Lijst van de IUCN als niet bedreigd, beoordelingsjaar 2007.